# گلن فلورا (تگزاس)
گلن فلورا (به انگلیسی: Glen Flora) یک منطقهٔ مسکونی در ایالات متحده آمریکا است که در شهرستان وارتون، تگزاس واقع شده‌است. گلن فلورا ۳۵٫۹۷ متر بالاتر از سطح دریا واقع شده‌است.